# Dấu phẩy
Dấu phẩy (ký hiệu: ,) là một dấu câu được sử dụng để ngắt quãng câu hoặc để thêm một ý khác vào trong câu, hoặc dùng để chia tách các yếu tố trong một danh sách.

## Lịch sử
Vào thế kỷ thứ 3 TCN, Aristophanes của Byzantium đã phát minh ra một hệ thống các dấu chấm duy nhất phân biệt các câu tách rời và chỉ ra lượng hơi thở cần thiết để hoàn thành mỗi đoạn văn khi đọc to. Các độ dài khác nhau được biểu thị bằng một dấu chấm ở cuối, giữa hoặc trên cùng của dòng. Đối với một đoạn văn ngắn, một dấu chấm đã được đặt giữa dòng (·). Đây là nguồn gốc của khái niệm về một dấu phẩy, mặc dù tên của nó đã được sử dụng cho dấu câu thay vì đoạn văn mà nó phân tách.
Dấu phẩy được sử dụng ngày nay là dấu gạch chéo, hoặc virgula suspensiva (/), được sử dụng từ thế kỷ 13 đến thế kỷ 17 để biểu hiện sự tạm dừng. Dấu phẩy hiện đại lần đầu tiên được Aldus Manutius sử dụng.

## Quy tắc dấu phẩy trong tiếng Việt

### Chữ cái
Dấu phẩy được dùng để chỉ ranh giới bộ phận nòng cốt với thành phần ngoài nòng cốt của câu đơn và câu ghép. Thành phần ngoài nòng cốt có thể là các thành phần than gọi, chuyển tiếp, chú thích, tình huống, khởi ý. Khi đọc, phải ngắt đoạn ở dấu phẩy. Nói chung, quãng ngắt ở dấu phẩy tương đối ngắn.
Ví dụ:
Mẹ ơi, có khách đấy!
Cuối cùng, Mỹ đã thua to.
Tôi trở về thành phố Hồ Chí Minh, thành phố thân yêu của tôi.
Thong thả, anh ấy bước ra.
Bài hát ấy, tôi nghe nhiều lần.

Dấu phẩy dùng để chỉ ranh giới giữa các yếu tố trong liên hợp, nhất là liên hợp qua lại.
Ví dụ:
Sự nghiệp cách mạng là một sự nghiệp lâu dài và gian khổ, song nhất định thắng lợi.
(Hồ Chí Minh)

Dấu phẩy dùng để chỉ ranh giới giữa các vế trong câu ghép (song song hay qua lại).
Ví dụ:
Hễ còn một tên xâm lược trên đất nước ta, thì ta còn phải tiếp tục chiến đấu, quét sạch nó đi.
(Hồ Chí Minh)

Dấu phẩy có thể dùng để chỉ ranh giới giữa phần đề và phần thuyết trong những trường hợp sau đây:
- Khi phần đề làm thành một đoạn khá dài.

Ví dụ:
Một trong những công việc cần phải thực hiện cấp tốc lúc này, là nâng cao dân trí.
(Hồ Chí Minh)

- Khi lược bớt động từ là trong câu luận.

Ví dụ:
Tre giữ làng, giữ nước, giữ mái nhà tranh, giữa đồng lúa chín. Tre hi sinh để bảo vệ con người. Tre, anh hùng lao động. Tre, anh hùng chiến đấu.
(Thép Mới)

- Khi phần thuyết được đặt trước phần đề

Ví dụ:
Trong lịch sử có hai loại chiến tranh: chiến tranh chính nghĩa và chiến tranh phi nghĩa. Chính nghĩa, những cuộc chiến tranh chống bọn áp bức, bọn xâm lược, giành tự do, độc lập. Phi nghĩa, những cuộc chiến tranh xâm lược hoặc bình định cốt chiếm nước ngoài hoặc cướp tự do, hạnh phúc của một số người.
(Trường Chinh)

Ngoài những trường hợp vừa kể thì giữa phần đề và phần thuyết của nòng cốt câu đơn, nói chung, không dùng dấu phẩy.
Dấu phẩy còn dùng vì lẽ nhịp điệu trong câu, nhất là khi nhịp điệu có tác dụng biểu cảm.
Ví dụ:
Bộ tư lệnh: những lớp tóc hoa râm
Những mái đầu trắng xoá
Vẫn có Bác, ung dung, trông xuống, dịu dàng.
(Tố Hữu)

### Chữ số
Quy định về dấu phẩy trong chữ số được áp dụng cho ngôn ngữ viết tại trường học, tất cả các số liệu thống kê tại Việt Nam như sau: dấu phẩy (,) được đặt sau chữ số hàng đơn vị.

## Quy tắc dấu phẩy khác ngoài tiếng Việt
Các quy tắc đặt dấu phẩy (,) thường khác nhau ở các ngôn ngữ khác thuộc nhiều quốc gia trên thế giới. Điểm chung là dấu phẩy ngăn cách yếu hơn một dấu chấm (.) và dấu phẩy quan trọng đối với ý nghĩa của câu hơn là tùy ngôn ngữ đó người sử dụng đang sinh sống và làm việc.

### Ngôn ngữ Anh
Dấu phẩy trong tiếng Anh là Comma, ít được liên kết chặt chẽ hơn hoặc độc quyền về mặt ngữ pháp với những từ ngay sau dấu phẩy so với những từ khác. Dấu phẩy thực hiện một số chức năng trong văn bản tiếng Anh. Tuy nhiên, có vài sự khác biệt giữa cách sử dụng của người Mỹ và người Anh trong việc đặt dấu phẩy và dấu ngoặc kép.
Ở Vương quốc Anh (BrE) và nhiều nơi khác trên thế giới, dấu câu thường chỉ được đặt trong dấu ngoặc kép nếu nó là một phần của nội dung được trích dẫn hoặc đề cập đến: Ví dụ:
My mother gave me the nickname "Bobby Bobby Bob Bob Boy", which really made me angry.

Khi đó, ở Hoa Kỳ (AmE), quy tắc đặt dấu phẩy thường được đặt trong dấu ngoặc kép. Ví dụ:
My mother gave me the nickname "Bobby Bobby Bob Bob Boy," which really made me angry.

Trong Chiến tranh thế giới thứ hai, người Anh đã sử dụng dấu phẩy để viết tắt. Cụ thể, 
"Special Operations, Executive" được viết tắt thành "SO, E."

### Áo và Nam
Ở Cộng hòa Áo và Nam Tirol, thuật ngữ "dấu phẩy" chỉ được sử dụng cho các con số; thuật ngữ "dấu phẩy" đã tự trở thành một thuật ngữ chỉ dấu câu.

### Do Thái
Chữ viết Do Thái cũng được viết từ phải sang trái. Tuy nhiên, dấu câu trong tiếng Do Thái chỉ bao gồm dấu phẩy (,) thông thường.

### Thụy sỹ
Ở Thụy Sĩ, việc sử dụng dấu phẩy hoặc dấu chấm phẩy làm dấu phân cách thập phân là không nhất quán. Theo hướng dẫn của Thủ tướng Liên bang tại Thụy Sĩ, dấu phẩy thường được sử dụng trong các văn bản chính thức của liên bang, nhưng dấu chấm được đặt giữa đơn vị tiền tệ và đơn vị con cho số tiền. Điểm này cũng được Văn phòng Địa hình Liên bang sử dụng cho các tọa độ quốc gia của Thụy Sĩ.
Cả dấu chấm và dấu phẩy đều không được sử dụng làm dấu phân cách hàng nghìn. Trừ khi dấu cách được sử dụng làm dấu phân cách hàng nghìn, dấu nháy đơn (chẵn) được sử dụng.

## Làm dấu phân cách thập phân
Ở hầu hết các quốc gia châu Âu, dấu phẩy được sử dụng trong toán học dưới dạng số thập phân như một dấu phân cách thập phân. Nếu dấu phẩy cũng xuất hiện dưới dạng ký hiệu phân tách trong danh sách các số thập phân, để tránh nhầm lẫn với các số thập phân, dấu chấm phẩy được sử dụng hoặc một khoảng trắng rõ ràng được đặt sau dấu phẩy.